# Алан Фиц-Флаад
Алан Фиц-Флаад (англ. Alan fitzFlaad; ум. около 1114) — бретонский рыцарь на службе у английского короля Генриха I, основатель английского дворянского рода Фицаланов и шотландского дворянского рода Стюартов, впоследствии — королей Шотландии и Англии.

## Происхождение
О происхождении Алана Фиц-Флаада существовало несколько гипотез. По популярной в новое время теории, Алан был внуком Банко, упоминаемого в «Хронике» Холиншеда тэна Лохабера, которого Шекспир сделал одним из действующих лиц своей трагедии Макбет: ведьмы предрекают Банко, что его потомки станут королями. Согласно легенде, у Банко был сын Флинс, который перебрался из Шотландии в Англию и стал отцом Алану, родоначальнику дома Стюартов. Этa теория, однако, не подтверждена никакими средневековыми источниками: ни в одном из сохранившихся английских документов XI—XII веков не упомянуто имя Флинс. Имя Флаад найдено лишь в одном документе: в акте об освящении монастыря в Монмуте 1101 или 1102 года, где среди свидетелей упомянут Флаад (лат. Float), сын сенешаля Алана, рыцарь Уильяма Фиц-Бадерона. Последний, как было установлено, является Уильямом, старшим сыном Риваллона, сеньора Доля, небольшого феодального владения в северо-восточной Бретани. Предположение о происхождении Флаада из Бретани было позднее подтверждено рядом документов конца XI века об основании монастырей и дарений земельной собственности в области вокруг Доля.
В настоящее время гипотеза о бретонском происхождении Алана Фиц-Флаада считается наиболее вероятной. По всей видимости отец Алана — Флаальд или Флаад — был одним из сыновей Алана, сенешаля сеньоров Доля. Этот Алан, либо его второй сын с тем же именем, участвовал в Первом крестовом походе в Палестину в 1097 году: по свидетельству Ордерика Виталия, Алан, сенешаль Доля, сражался при осаде крестоносцами Никеи. Его внук (или, что более вероятно, племянник) Алан Фиц-Флаад упомянут в качестве дарителя земельного участка неподалёку от Доля аббатству Мармутье в акте 1095 года.

## Биография
Начиная с первых лет XII века Алан Фиц-Флаад уже упоминается в английских источниках. Очевидно, вместе с некоторыми другими небогатыми рыцарями Котантена и северо-восточной Бретани, он перебрался в Англию после вступления на престол Генриха I, который одно время являлся сеньором Котантена. Известно, что когда Генрих был осаждён в Мон-Сен-Мишеле войсками Вильгельма II, ему помогали обороняться бретонцы, вполне вероятно, выходцы из Доля, который был ближайшим к Нормандии бретонским городом. Среди тех котантенских и бретонских рыцарей, который в начале XII века перебралась вслед за Генрихом I в Англию, были Ричард де Ревьер, родоначальник дома графов Девона, Вильгельм д’Обиньи, королевский судья, братья Сент-Джон, основатели английского дворянского рода Сент-Джон, и, очевидно, Алан Фиц-Флаад.
По всей видимости, Генрих I передал Алану ряд земельных владений, прежде всего в Шропшире, но также в Норфолке и некоторых других графствах Англии, которые были конфискованы у Роберта Беллемского и Арнульфа де Хесдена. Известно, что Алану был пожалован замок Освестри на валлийской границе, который стал его главной резиденцией. В Норфолке Алан Фиц-Флаад основал монастырь Спорль (до настоящего времени не сохранился), причём в грамоте об учреждении этого монастыря содержится перечень рыцарей-свидетелей, вероятно вассалов и соратников Алана, чьи имена говорят о бретонском происхождении. Имя Алана также упомянуто в двух хартиях короля Генриха I церковным учреждениям в Йорке и Хэмпшире. Других сведений о Алане Фиц-Флааде не сохранилось. Не известна также дата его смерти: по одним источникам, он скончался до 1114 года, по другим — значительно позднее.

## Брак и дети
Алан Фиц-Флаад был женат на Эвелине де Хесден (ум. после 1126), дочери пикардийского рыцаря Арнульфа де Хесдена. Их дети:
- Уильям Фиц-Алан (ум. 1160), шериф Шропшира, женат первым браком на Кристине, племяннице Роберта Глостерского; вторым браком на Изабелле де Сей, дочери и наследнице Элии де Сея, сеньора Клана. Основатель английского дворянского рода Фицаланов, впоследствии — графов Арундел.
- Уолтер Фиц-Алан (ум. 1177), барон Ренфру и лорд-стюард Шотландии, женат на Эохине де Молль, дочери Томаса де Молля. Основатель шотландского дворянского рода Стюартов, впоследствии — королей Шотландии и Англии.
- Йордан Фиц-Алан, сенешаль Доля, женат на некой Марии. Род Йордана Фиц-Алана, представители которого обладали наследственной должностью сенешаля Доля, угас в начале XIII века.
- Симон Фиц-Алан (вероятно незаконнорожденный), легендарный родоначальник шотландского клана Бойд.